# Sophie (musicienne)
Pour les articles homonymes, voir Sophie.
Sophie Xeon (prononcé en anglais : [ˈsəʊfi ˈziːɒn]), dite Sophie, est une musicienne, productrice de musique électronique et autrice-compositrice-interprète britannique, née le 17 septembre 1986 à Glasgow et morte le 30 janvier 2021 à Athènes.

## Biographie

### Enfance et formation
Sophie Xeon naît le 17 septembre 1986 assignée homme, à Glasgow en Écosse, ville où elle grandit. Elle commence la musique à l'âge de huit ans et dès ses dix ans rêve de ne s'adonner qu'à la musique électronique, passion héritée de son père, qui l'emmenait dans des rave-parties et passait des enregistrements de ce genre musical.
Sophie Xeon étudie la sculpture dans une école d'art mais elle explique plus tard, en 2018, qu'elle préfère « sculpter le son ». En parallèle de ses études, elle est DJ pour des mariages.

### Débuts à Berlin
Sophie Xeon quitte ensuite l'Écosse pour Berlin. Elle intègre le groupe punk Motherland, au sein duquel elle commence ses premières expérimentations personnelles sous le nom, stylisé en majuscules, Sophie, dont elle dit qu'il « sent bon et fait penser à de la crème hydratante ». Sophie a aussi été dans le collectif PC Music, dans les années 2010, groupe auteur de « pop vulgaire, très exagérée mais le tout avec une dimension très ironique », selon le journaliste Thomas Corlin.

### Carrière solo
Par la suite, Sophie s'installe à Los Angeles et poursuit ses réalisations en musique électronique.
Elle sort un premier double-single, Nothing More to Say / Eeehhh, en 2012, sur le label Huntleys & Palmers. Elle connaît un succès critique et populaire l'année suivante avec Bipp (en), un single qui inaugure une série de huit titres sortie sur le label Numbers., compilés en 2015 sur l'album Product, qui comporte aussi des inédits sur les versions japonaises, comme Get Higher ou Unisil.

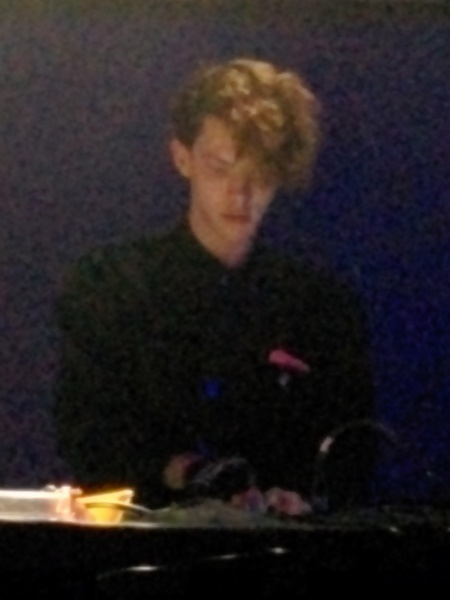
Sophie lors d'un DJ set à San Francisco en 2015.

Elle co-écrit Bitch I'm Madonna, chanson de Madonna extraite de Rebel Heart sorti en 2015. D'autres artistes lui demandent de remixer certaines de leurs œuvres, comme Rihanna ou Charli XCX, pour qui elle produit les singles Vroom Vroom, After the Afterparty (en), Out of My Head ou encore Girls Night Out (en), ainsi que certains titres de ses mixtapes sorties en 2017, Number 1 Angel (en) et Pop 2. Elle a aussi collaboré avec Vince Staples, Let’s Eat Grandma, Flume et Kim Petras,.
Son morceau Lemonade (en), sorti en 2014, est utilisé dans une publicité de McDonald's l'année suivante.
Au début de sa carrière, Sophie travaille dans l'ombre et ne se montre pas au public. Elle s'expose vraiment pour la première fois en octobre 2017, dans son clip It's Okay To Cry, qui lui apporte davantage de reconnaissance auprès d'un public plus large,. Publiquement trans, elle devient une icône de communautés trans, bien qu'elle « ne souhaite pas être associée à un mouvement ou à un groupe », selon ses dires.
Son premier album studio, Oil of Every Pearl's Un-Insides, publié en 2018, est nommé pour le Grammy du meilleur album dance/électronique (en) lors des Grammy Awards,. La même année, elle participe au festival français Rock en Seine, et aux Eurockéennes de Belfort .
Lors de son décès, en 2021, elle est considérée comme une génie de la puissance expressive de la pop, et l'une des artistes les plus importantes, visionnaires et influentes de l'EDM moderne. Aujourd'hui, Sophie est l'une des figures majeures  qui ont conduit à la création de l'hyperpop.

### Décès
Elle meurt dans la nuit du 29 au 30 janvier 2021, à son domicile d'Athènes, d'une chute de son balcon. « Fidèle à sa spiritualité » elle tentait de grimper sur le toit de la maison pour observer la pleine lune et a glissé,.

## Influences
Sophie travaille avec des styles musicaux aussi différents que l'electro-pop et le punk berlinois, dans un univers qui lui est propre et qui semble avant-gardiste et survolté, qualifiant son son d'« offensif ». Elle utilise aussi des sons issus du quotidien, tels des bruits de glissement sur un toboggan ou de bulles de soda pétillant, dans des réalisations qui paraissent devenir synthétiques. Elle est considérée comme une pionnière de l’industrie de la musique électro-pop des années 2010. En 2018, France Info parle de « son atypique » dont la « critique acclame ce style étrange et avant-gardiste » dès les premiers singles.
En 2015, le journaliste Maxime de Abreu décrit ainsi l'album Product dans un article du magazine français Les Inrockuptibles : « L'objet pousse l'esprit postmoderne au-delà du (re)connu dans l'art : entre culture kawaii et compilations Hit Machine 00's, imagerie publicitaire et expérimentation sonore pointue, art postinternet et tubes taillés pour les ondes, rien ici n'est complètement recevable tel quel, sans filtre, sans décodeur. »
Le journaliste français Michka Assayas indique que la série de films Cremaster Cycle de l'artiste new-yorkais Matthew Barney est une influence majeure pour Sophie. Il n'hésite pas à mettre l'artiste au même niveau que David Bowie, Madonna, Björk et Lady Gaga pour leur art où se rencontrent la musique populaire, l'art, la chorégraphie contemporaine et les installations multimédia.

## Hommages
Un astéroïde est nommé en son nom en juin 2021. Cet hommage fait suite à une pétition ayant rassemblé près de 100 000 signataires peu après sa mort, dont les signatures de Charli XCX et de Caroline Polachek.
Le 4 juin 2021, le frère de Sophie, Benny Long, a annoncé son intention de publier certaines de ses œuvres inédites.
En 2022, un an après la mort de Sophie, une compilation française intitulée XƐON sort, qui lui rend hommage. Chacun des neuf morceaux qui la composent, tous produits par des artistes différentes, est une reprise ou contient des samples d'un de ses propres titres. Elle est dirigée par Dita von Tears. L'ensemble des fonds de l'album sont reversés au fond d'action sociale trans (FAST) géré par l'association parisienne Acceptess-T. Un concert est organisé avec Dita von Tears, Théa et Acideplastique le 31 mars 2022 à Paris.

## Discographie
Sauf indication contraire ou complémentaire, les informations mentionnées dans cette section peuvent être confirmées par la base de données MusicBrainz.

### Albums
- 2015 : Product
- 2018 : Oil of Every Pearl's Un-Insides
- 2019 : Oil of Every Pearl's Un-Insides Non-Stop Remix Album`
- 2024 : SOPHIE (en) (post-mortem)

### Singles
- 2012 : Nothing More to Say / Eeehhh
- 2013 : Bipp (en) / Elle
- 2014 : Lemonade (en) / Hard
- 2015 : MSMSMSM
- 2015 : Just Like We Never Said Goodbye
- 2015 : L.O.V.E.
- 2015 : Vyzee
- 2015 : Get Higher
- 2015 : Unisil
- 2017 : 9 (After Coachella)
- 2017 : It's Okay to Cry
- 2017 : Ponyboy
- 2018 : Faceshopping
- 2019 : 1,2,3 dayz up
- 2020 : Metal avec Jimmy Edgar[16], label Cheetah Bend
- 2021 : Bipp (Autechre Mx)
- 2021 : Bipp (Autechre Mx) / Unisil

## Récompenses
- Oil of Every Pearl's Un-Insides (2018) est nommé pour le Grammy du meilleur album dance/électronique (en) lors de la 61e cérémonie des Grammy Awards en 2019[3].